# Episodi de Gli omicidi del lago
La serie televisiva Gli omicidi del lago è trasmessa in prima visione in Austria dall'11 ottobre 2014 su ORF.
In Italia va in onda su Rai 2 dal 18 giugno 2018.
| Nr | Titolo originale       | Titolo italiano                 | Prima TV Austria  | Prima TV Italia   |
| -- | ---------------------- | ------------------------------- | ----------------- | ----------------- |
| 1  | Die Toten vom Bodensee | Il mistero delle maschere       | 11 ottobre 2014   | 18 giugno 2018    |
| 2  | Familiengeheimnis      | Segreto di famiglia             | 4 marzo 2015      | 2 luglio 2018     |
| 3  | Stille Wasser          | Ricordi e segreti               | 2 aprile 2016     | 9 luglio 2018     |
| 4  | Die Braut              | La sposa                        | 9 marzo 2017      | 16 luglio 2018    |
| 5  | Abgrundtief            | La ragazza dal vestito rosso    | 16 marzo 2017     | 23 luglio 2018    |
| 6  | Der Wiederkehrer       | Fantasmi dal passato            | 13 gennaio 2018   | 30 luglio 2018    |
| 7  | Die vierte Frau        | La quarta donna                 | 3 febbraio 2018   | 31 luglio 2018    |
| 8  | Der Stumpengang        | Morte nel bosco                 | 3 gennaio 2019    | 5 luglio 2019     |
| 9  | Die Meerjungfrau       | La sirena                       | 9 ottobre 2019    | 13 ottobre 2019   |
| 10 | Fluch aus der Tiefe    | Maledizione dal profondo        | 2 gennaio 2020    | 19 agosto 2020    |
| 11 | Der Blutritt           | La processione del Santo Sangue | 2 settembre 2020  | 20 agosto 2020    |
| 12 | Der Wegspuk            | La villa della morte            | 30 dicembre 2020  | 1º settembre 2023 |
| 13 | Der Seelenkreis        | Il cerchio delle anime          | 20 ottobre 2021   | 4 settembre 2023  |
| 14 | Das zweite Gesicht     | Amiche per sempre               | 9 gennaio 2022    | 6 settembre 2023  |
| 15 | Unter Wölfen           | Trappola per lupi               | 1º novembre 2022  | 7 settembre 2023  |
| 16 | Nemesis                | Nemesi                          | 5 febbraio 2023   | 8 settembre 2023  |
| 17 | Der Nachtalb           | Il demone dei sogni             | 17 settembre 2023 | 23 agosto 2025    |
| 18 | Atemlos                | Senza fiato                     | 2 gennaio 2024    | 24 agosto 2025    |
| 19 | Die Messias            |                                 | 25 febbraio 2024  |                   |
| 20 | Der Nachtschatten      |                                 | 30 dicembre 2024  |                   |
| 21 | Die Medusa             |                                 | 13 gennaio 2025   |                   |
| 22 | Das Geisterschiff      |                                 | 18 maggio 2025    |                   |
| 23 | Der Wunschbaum         |                                 |                   |                   |

## Il mistero delle maschere
- Titolo originale: Die Toten vom Bodensee
- Diretto da:
- Scritto da:

## Segreto di famiglia
- Titolo originale: Familiengeheimnis
- Diretto da:
- Scritto da:

## Ricordi e segreti
- Titolo originale: Stille Wasser
- Diretto da:
- Scritto da:

## La sposa
- Titolo originale: Die Braut
- Diretto da:
- Scritto da: